# Ófeigur Sigurðsson
Ófeigur Sigurðsson (Reykjavík, 2 novembre 1975) è uno scrittore e poeta islandese.

## Biografia
Nato a Reykjavík nel 1975, si è laureato in filosofia all'Università d'Islanda nel 2007 con una tesi su Georges Bataille.
Autore di romanzi, collezioni di liriche, traduzioni e testi per la radio, prima di dedicarsi alla scrittura a tempo pieno ha svolto diversi lavori come il guardiano notturno, l'operaio in una azienda agricola e lo scaricatore di porto.
Con il romanzo Jón, riflessione sul rapporto tra uomo e natura, ha vinto nel 2011 il Premio letterario dell'Unione europea.

## Opere

### Romanzi
- Áferð (2005)
- Jón (Skáldsaga um Jón, 2010), Pordenone, Safarà, 2020 traduzione di Silvia Cosimini ISBN 9788832107210.
- Landvættir (2012)
- Öræfi (2014)

### Raccolte di poesie
- Skál fyrir skammdeginu (2001)
- Handlöngun (2003)
- Roði (2006)
- Provence í endursýningu (2008)
- Tvítólaveizlan (2008)
- Biscayne Blvd (2009)
- Kviðlingar (2013)

## Premi e riconoscimenti
- Premio letterario dell'Unione europea: 2011 vincitore con Jón
- Premio Letterario Islandese: 2014 vincitore con Öræfi[6]